# Andorra i el procés independentista català

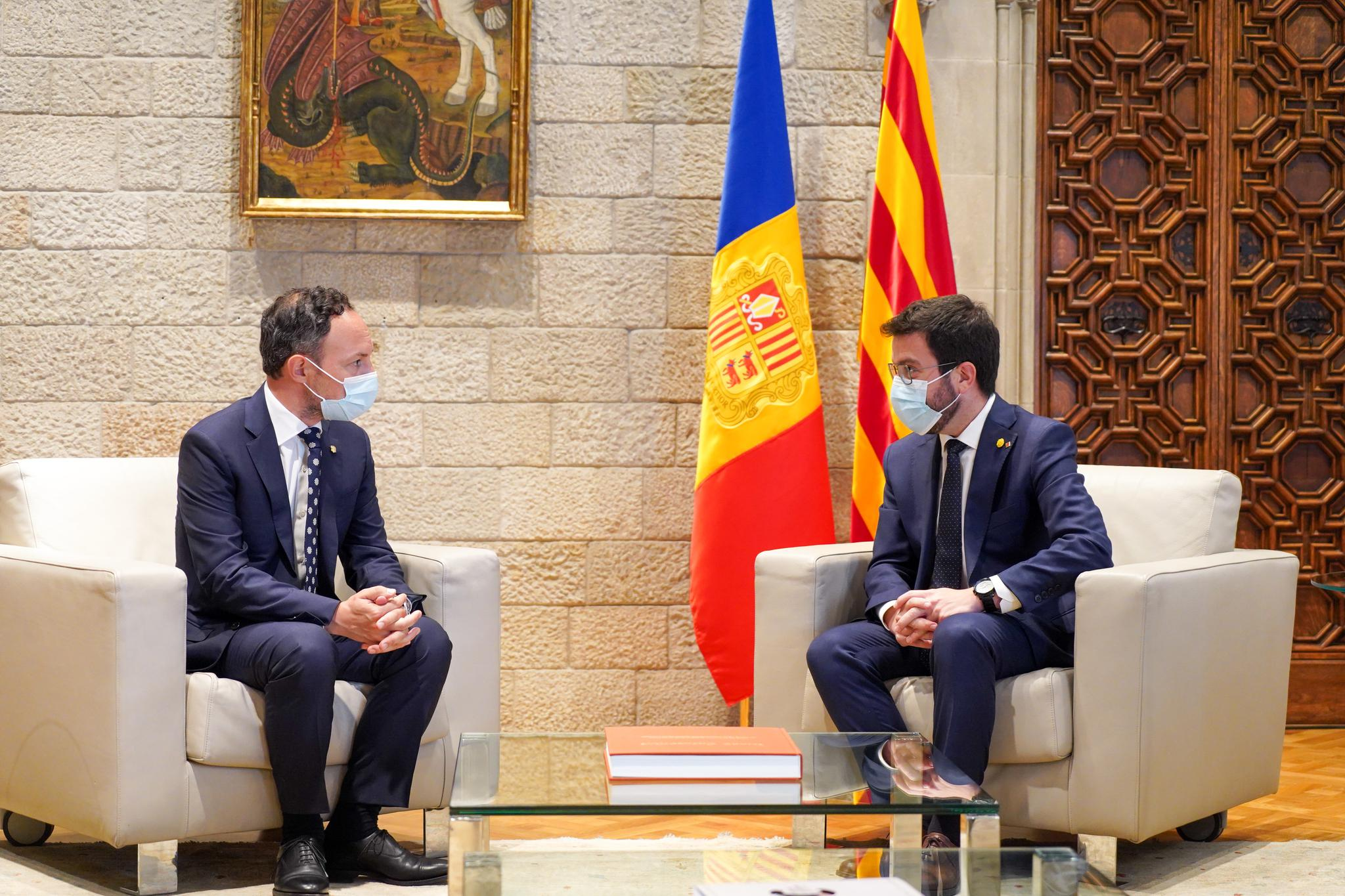
El cap de govern d'Andorra i el president de la Generalitat es van reunir a Barcelona el 2021, 12 anys després de l’última trobada.

La relació entre Andorra i el procés independentista català ha estat basada en la consideració dels esdeveniments per part de les institucions andorranes com afers interns d'Espanya. Així com el govern d'Andorra va mantenir, fins a la declaració d'independència del 2017, una posició de neutralitat, la societat civil ha mostrat una diversitat d'opinions i ha participat en algunes de les manifestacions més nombroses del país a favor de la independència de Catalunya.

## Posicionaments institucionals

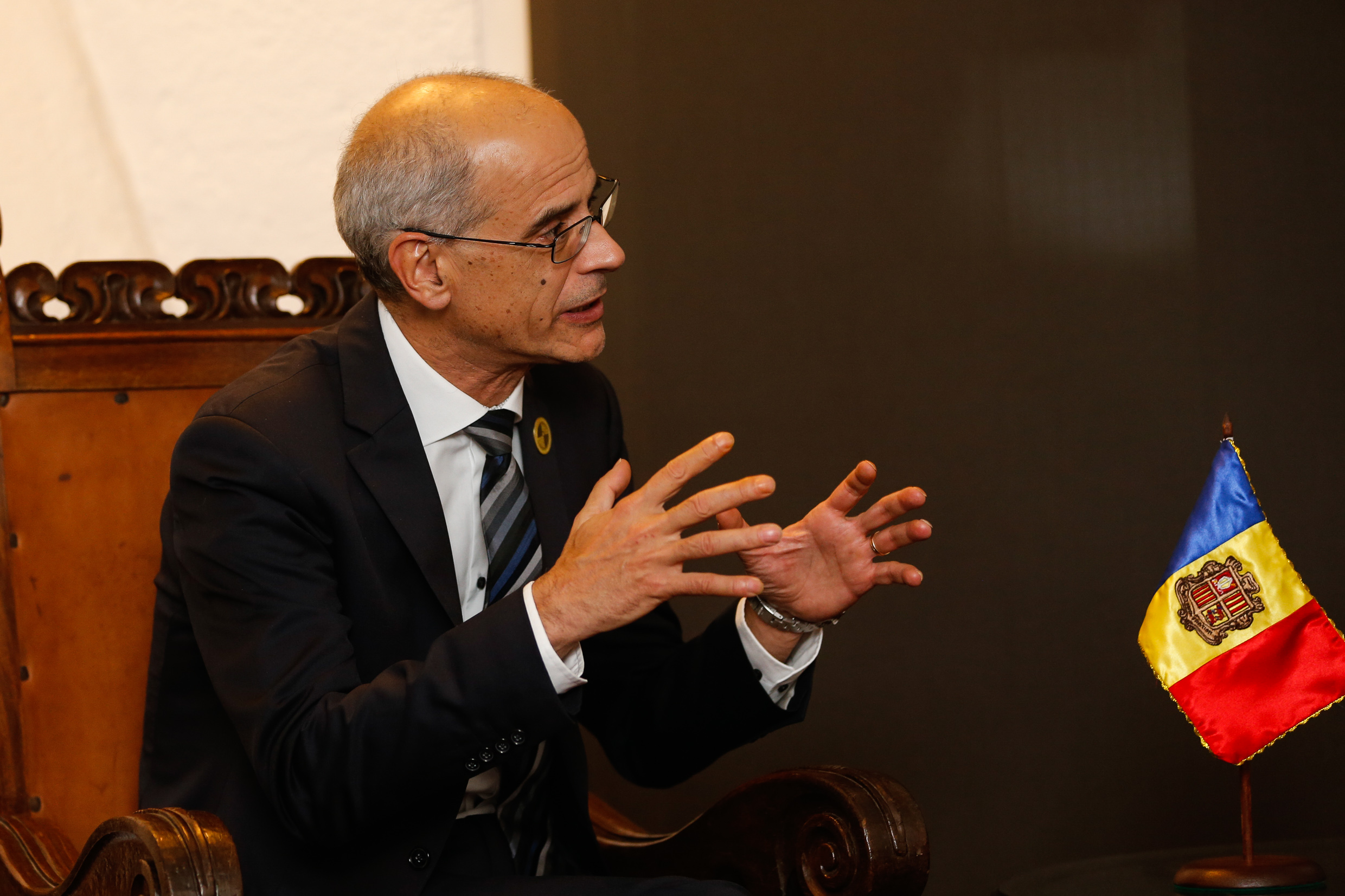
El cap de govern entre el 2011 i el 2019, Antoni Martí, es va abstenir de posicionar-se en diverses ocasions.

Un dels primers pronunciaments sobre el procés català el féu el ministre portaveu del govern, Jordi Cinca, en una entrevista a Catalunya Ràdio feta a Andorra la Vella el novembre del 2013. Cinca es va mostrar partidari del dret d'autodeterminació: «No puc concebre que no hi hagi la possibilitat que tothom pugui votar sobre el seu futur». Els principals mitjans andorrans es van fer ressò d'aquestes declaracions, però uns dies després aquesta referència havia desaparegut de les versions digitals de capçaleres com el Diari d'Andorra o Bon Dia. Les direccions d'aquests mitjans van negar haver rebut pressions del govern d’Andorra i s'excusaven en qüestions tècniques.
El cap de govern entre el 2011 i el 2019, Antoni Martí, es va abstenir de posicionar-se en diverses ocasions. El 2013 explicà: «Jo sóc un demòcrata, estic atent al que passa amb Catalunya, ho miro amb respecte i nosaltres hem de conservar en aquest procés una bona relació amb Catalunya i amb Espanya». El 2015 digué que «el problema català és un problema que solucionarà Espanya. No tinc cap obligació d'entrar en temes que no són de la meva incumbència. No és neutralitat, és racionalitat».
El primer cap de govern d'Andorra, Òscar Ribas, opinava el 2014 que «és un deure nacional» mantenir-se al marge i no intervenir en els «problemes o solucions» d'altres països.
El govern sortí de la neutralitat l'octubre del 2017, el mateix dia que el Parlament de Catalunya va declarar la independència. En un comunicat, deia que la declaració «no té efectivitat jurídica» i que Catalunya «continua essent una part integrant d'Espanya». Va instar les parts a dialogar i va manifestar la voluntat d'Andorra de mantenir «unes bones relacions bilaterals amb Espanya i unes bones relacions de veïnatge amb Catalunya».
Els partits polítics a l'oposició també van valorar la declaració. El Partit Socialdemòcrata va afirmar que «estem fent un seguiment molt de prop» i que «ens preocupa molt perquè som veïns i perquè tindrà afectacions cap a Andorra», mentre que Socialdemocràcia i Progrés va dir que «sentimentalment ens sap greu».
El cap de govern des del 2019, Xavier Espot, ha mantingut la posició del seu predecessor: «No ens hem d'immiscir en aquesta situació, que concerneix a Espanya i a Catalunya, nosaltres havíem de defensar l'statu quo, és a dir, les regles del joc espanyoles, independentment de l'anhel legítim de qualsevol territori de poder emprendre el camí de la independència, però mitjançant els mecanismes previstos constitucionalment».

## El paper dels ciutadans
L'Assemblea Nacional Catalana té una delegació a Andorra i hi ha convocat manifestacions que han congregat centenars de persones, cosa poc habitual al principat. 600 persones van participar en la cadena humana en suport a la Via Catalana i 400 en la V del 2014. Uns 200 manifestants van protestar davant de l'ambaixada espanyola contra l'empresonament de Jordi Sànchez i Jordi Cuixart.
En la consulta del 9 de novembre del 2014, el punt de votació d'Andorra la Vella va ser el segon en participació exterior: hi van votar 1.481 electors. Cal tenir en compte que a Andorra hi viuen uns 14.000 catalans, sense comptar els nacionalitzats andorrans.
L'escriptor i periodista Àlvar Valls, resident al país, explicà el 2016 en un article al Diari d'Andorra que «el procés desperta sentiments contradictoris en l'ànima andorrana» i, si bé hi ha mostres de simpatia, les majoritàries són «d'indiferència o d'hostilitat, generades, entre altres motius, per un vell fantasma que no s'ha materialitzat mai ni tan sols en la teoria i que és impensable que mai es materialitzi: el d'un suposat assimilisme català». I afegia: «si hi ha alguna cancelleria europea que hauria d'estar interessada a seguir fil per randa el procés català és la cancelleria andorrana».